# Sophie Behr
Pour les articles homonymes, voir Behr.
Sophie Behr, née Sophie Elisabeth von Behr-Negendanck le 7 janvier 1935 à Neubrandenbourg, et décédée le 21 février 2015) est une journaliste et autrice allemande d'ouvrages de vie pratique, et de romans pouvant associer maternité et science-fiction féministe.

## Biographie

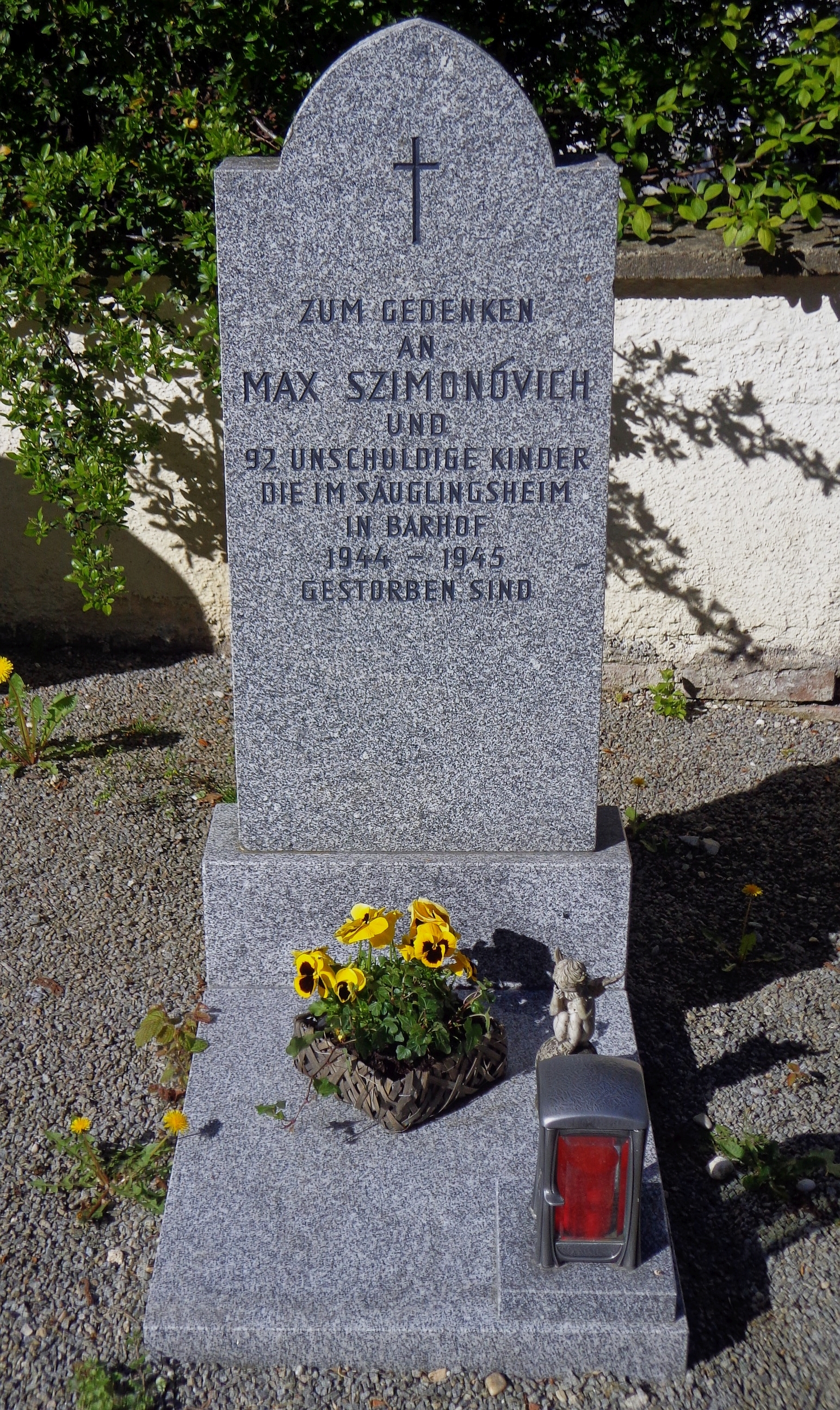
Cimetière de Hader : Mémorial des enfants de Barhof.

Sophie Behr était la fille de Hans Jasper von Behr-Negendanck (1901-1944), propriétaire de Mecklembourg et lieutenant de réserve déchu, et de son épouse Gertrude née von Rumohr (1908-1994). Elle a grandi dans le manoir de son père, à Neverin, près de Neubrandenbourg. Sa famille a été expropriée en 1945 et s'est enfuie dans le Schleswig-Holstein. Après avoir été diplômée de l'Ostsee-Gymnasium Timmendorfer Strand, elle a étudié l'anglais, l'espagnol, la psychologie et la sociologie.
Elle a été journaliste pour Der Spiegel pendant 16 ans et correspondante en chef pour Munich, puis pour Berlin, avant d'assurer des missions de journaliste indépendante pour Emma,, la radio et la presse féministe.
Sophie Behr a également été cofondatrice de l'Association des mères et des pères célibataires (d'abord nommée Association des mères célibataires (Verbandes alleinerziehender Mütter und Väter)), dont elle a été présidente de 1977 à 1981. De 1984 jusqu'à son décès, elle a vécu à Ruhstorf an der Rott en Basse-Bavière, et précisément sur le Barhof près de Hader, qu'elle a également transformé en mémorial aux 90 enfants des travailleurs forcés qui y ont été assassinés en 1944-1945.

## Carrière politique
Björn Engholm l'intègre à son équipe gouvernementale pour les élections régionales de 1983 dans le Schleswig-Holstein.

## Publications
- (en) Ida and Laura. Once More with Feeling (Roman), Koenigstein/Taunus, Helmer, 1997 (ISBN 3-927164-57-7).
- (de) Sophie Behr, Helga Häsing, Ich erziehe allein. Problemlösungen und Ermunterungen für die Erziehung ohne Partner, Hambourg, Rowohlt, Reinbek b., 1980 (ISBN 3-940445-90-8).
- (de) Riecher Innerungen, Passau, Auto-publié, 1991 (ISBN 3-499-17373-5).
- (de) Reisen, speisen, grausam sein. Récit), Koenigstein/Taunus, Helmer, 2007 (ISBN 978-3-89741-232-3).
- (de) Inselgeschichten, Ruhstor, Auto-publié, 2009 (ISBN 978-3-940445-76-6).
- (de) Barhof, Ruhstorf, Auto-publié, 2007 (ISBN 978-3-940445-09-4).